# Ingeniería de sistemas basada en modelos
La ingeniería de sistemas basada en modelos o MBSE (siglas del inglés Model-Based Systems Engineering) es una metodología de ingeniería de sistemas que se centra en la creación y explotación de modelos de dominio como medio principal de intercambio de información, en vez de centrarse en el intercambio de información basada en documentos.
Concretamente, según INCOSE, la metodología MBSE es la «aplicación formalizada de modelados para la asistencia en las actividades de requisitos del sistema, diseño, análisis, verificación y validación que comienzan en la fase de diseño conceptual y continúan durante el desarrollo y las fases posteriores del ciclo de vida.»
La metodología MBSE es utilizada de forma común en industrias tales como la aeroespacial, ferroviaria, automotriz, defensa, etc.

## Historia
En 1993, Wymore, A. Wayne acuñó el término «ingeniería de sistemas basada en modelos» en su libro con ese mismo nombre.
En enero de 2007, el enfoque MBSE comenzó a popularizarse cuando INCOSE presentó su «Iniciativa MBSE». Los objetivos incluían obtener una mayor productividad minimizando la transcripción manual innecesaria de conceptos durante la coordinación del trabajo de grandes equipos. El enfoque MBSE se describe en «Visión MBSE 2020» de INCOSE, con una metodología centrada en la gestión de modelos distribuidos pero integrados.
A partir de 2014, el enfoque también comenzó a cubrir aspectos relacionados con la ejecución de modelos en experimentos de simulación por computadora, para superar la brecha entre las especificaciones del modelo del sistema y el correspondiente software de simulación. En consecuencia, junto con MBSE se ha utilizado también el término «ingeniería de sistemas basada en modelado y simulación» o M&SBSE (siglas del inglés modeling and simulation-based systems engineering).
INCOSE organiza un encuentro anual sobre MBSE, el cual tiene diferentes secciones y grupos de trabajo.